# マリア・セグラ
マリア・セグラ（Maria Segura、1992年6月10日 - ）は、スペインの女子バレーボール選手。ポジションはアウトサイドヒッター。スペイン代表。

## 来歴

### クラブチーム
バルセロナ出身。2008年、CV Vall d'Hebronに入団しバレーボール選手としてのキャリアをスタートさせる。2010年、CVB Barçaへ加入。2013/14シーズンのスペインリーグでは3位となった。2014年、イタリアセリエA2のヘルマエア・オリビアへ移籍し1シーズン活躍した。その後、セリエA2のTrentino Volleyでのプレーを経て、2016/17シーズンはセリエA1へ昇格したVero Volley Milanoと契約した。2017/18シーズンはセリエA2のCuneo Granda Volleyでプレーした。2018年、ドイツブンデスリーガのドレスナーSCへ移籍し1シーズン活躍した。2019/20シーズンは再びイタリアに活躍の場を移しセリエA1のVolley Millenium Bresciaでプレーした。2020年、ドイツのAllianz MTV Stuttgartに移籍。2021/22シーズンはブンデスリーガとドイツカップで優勝し2冠を達成した。

### 代表チーム
2008年～2010年にかけてアンダーカテゴリーの代表として活躍。2011年にはシニアのスペイン代表に初選出された。欧州選手権には2013年、2017年、2019年、2021年の大会に出場した。2021年からは代表で主将を務め、ヨーロッパリーグでは銅メダルを獲得した。

## 球歴
- 欧州選手権 - 2013年、2017年、2019年、2021年

## 所属クラブ
- CV Vall d'Hebron（2008-2010年）
- CVB Barça（2010-2014年）
- ヘルマエア・オリビア（2014-2015年）
- Trentino Volley（2015-2016年）
- パッラヴォーロ・モンツァ（2016-2017年）
- クーネオ・グランダ・バレー（2017-2018年）
- ドレスナーSC（2018-2019年）
- Volley Millenium Brescia（2019-2020年）
- アリアンツ MTV シュトゥットガルト（2020-）